# Ambio
Ambio - A Journal of Environment and Society är en tvärvetenskaplig, engelskspråkig tidskrift utgiven av Kungl. Vetenskapsakademien sedan 1972.
Sedan 2019 utkommer den med 12 nummer per år varav två till tre är specialnummer. Tidskriften publicerar aktuella forskningsresultat, översikter med mera inom olika områden som berör miljön. Springer Nature är medförläggare sedan 2010. Drygt 1,2 miljoner fulltext-artiklar av Ambio laddas ned årligen.